# Научно-исследовательский институт атомных реакторов

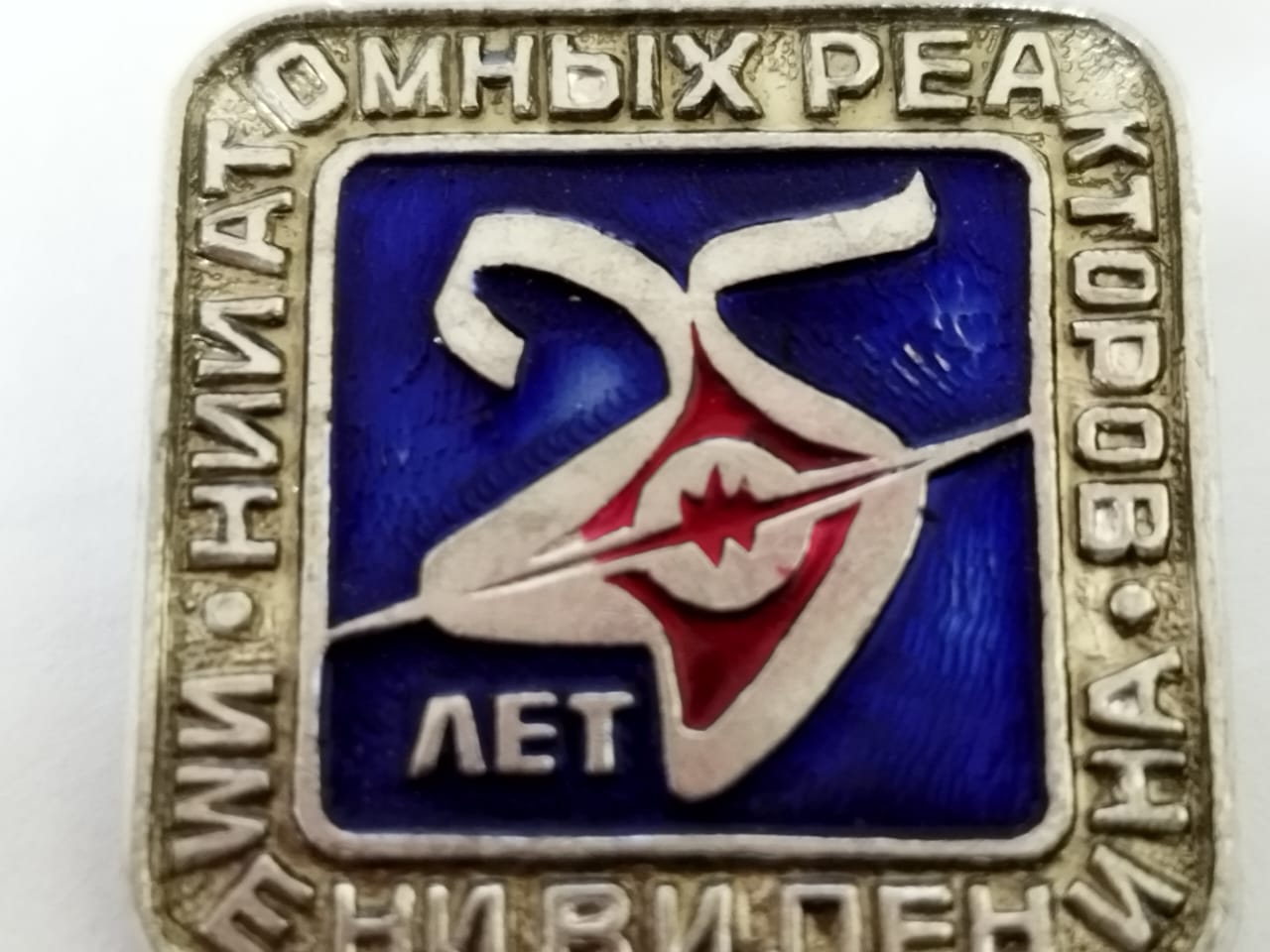
Памятный значок к юбилею НИИАР

Государственный научный центр — Научно-исследовательский институт атомных реакторов (НИИАР) — крупнейший российский научно-исследовательский экспериментальный комплекс атомной энергетики, расположенный в городе Димитровград Ульяновской области. Форма собственности — акционерное общество, входит в состав Государственной корпорации по атомной энергии «Росатом» — в дивизон «Наука и инновации».
На 2022 год в НИИАР эксплуатируются шесть исследовательских реакторов: СМ-3, МИР-М1, БОР-60, РБТ-6, РБТ-10/2, ВК-50. С 2015 года строится новый исследовательский реактор МБИР.

## Деятельность
- опытное производство топлива для ядерных реакторов[4].
- реакторное материаловедение и методики испытания материалов и элементов ядерных энергетических установок;
- физико-технические проблемы ядерных реакторов и вопросы безопасности;
- радионуклидные источники и препараты;
- ядерный топливный цикл;
- технические проблемы экологически чистых технологий, разработки для других отраслей народного хозяйства;
- публикации.

Предприятие, созданное для инженерных и научных исследований по различным проблемам атомной энергетики, в настоящее время представляет собой крупный научный центр, который включает в себя:
- уникальную экспериментальную базу на основе семи исследовательских реакторов (СМ, МИР, РБТ-6, РБТ-10/1, РБТ-10/2, БОР-60, ВК-50), позволяющую проводить исследования по актуальным вопросам ядерно-энергетической отрасли;
- крупнейший комплекс для материаловедческих исследований элементов активных зон ядерных реакторов, образцов облученных материалов и ядерного топлива;
- комплекс стендов, установок и технологических линий для проведения исследовательских работ в области ядерного топливного цикла;
- радиохимический комплекс для исследования свойств трансурановых элементов, радионуклидов высокой удельной активности, для разработки и выпуска источников ионизирующих излучений;
- комплекс по переработке и захоронению радиоактивных отходов.

Два реактора (БОР-60 и ВК-50) оснащены турбогенераторами ПТ-12-90/10М и АК-70-13, электроэнергия от которых идёт как на собственные нужды ГНЦ НИИАР, так и отпускается в энергосистему Ульяновской области. Их электрическая мощность 12 и 50 МВт. В 2018 году выработка электроэнергии составила 252 млн кВт·ч.
Проект строящегося реактора МБИР также предполагает электрическую генерацию мощностью до 55 МВт.

## История
15 марта 1956 года в городе Мелекесс была создана Опытная станция по испытанию ядерных реакторов — Филиал № 1 Института атомной энергии АН СССР с кодовым обозначением «П/я 30».
В конце 1961 года был произведён запуск первого исследовательского реактора «Объект 106» (современное название — реактор СМ-2). Летом 1964 года Объект 106 был переименован в Ядерно-физический отдел (ЯФО), это было сделано перед посещением Объекта делегацией Комиссии по атомной энергии США.
В конце 1962 года введено в эксплуатацию второе исследовательское сооружение «Объект 118», перед приездом делегации США переименованный в Материаловедческий отдел (МВО).
В 1963 году состоялся пуск реактора АРБУС.
В конце 1963 года запущен «Объект 120», в 1964 году переименованный в Радиохимический отдел (РХО).
21 июля 1964 года п/я 30 переименован в Научно-исследовательский институт атомных реакторов (НИИАР).
В 1964 году в НИИАР с личного разрешения Н. С. Хрущёва побывала американская делегация Комиссии по атомной энергии США в составе 6 человек во главе с Гленном Сиборгом (нобелевский лауреат по ядерной химии, Председатель Комиссии по атомной энергии США).
19 февраля 1964 года была введена в строй первая очередь материаловедческого комплекса. Полный ввод второй очереди комплекса с радиационно-защитными камерами, предназначенного для неразрушающих исследований полномасштабных ТВС, осуществлен 1 апреля 1988 года. Материаловедческий комплекс ГНЦ НИИАР позволяет проведение полного цикла исследований любых реакторных материалов в защитных камерах, многократное облучение в реакторах в заданных условиях по температуре, плотности потока и спектру нейтронов, а также проведение послереакторных исследований полномасштабных ТВС реакторов ВВЭР, РБМК и БН. Инженерное и методическое оснащение комплекса позволяет обеспечить безопасное проведение исследований поведения элементов активной зоны реакторов в аварийных условиях, включая исследования расплавленного отработавшего топлива.
С 1964 года в институте действовала заочная аспирантура по пяти основным направлениям НИОКР. С 2007 года заочная аспирантура прекратила своё существование. За эти годы подготовлено около 180 специалистов высшей квалификации, из них более 120 кандидатов наук.

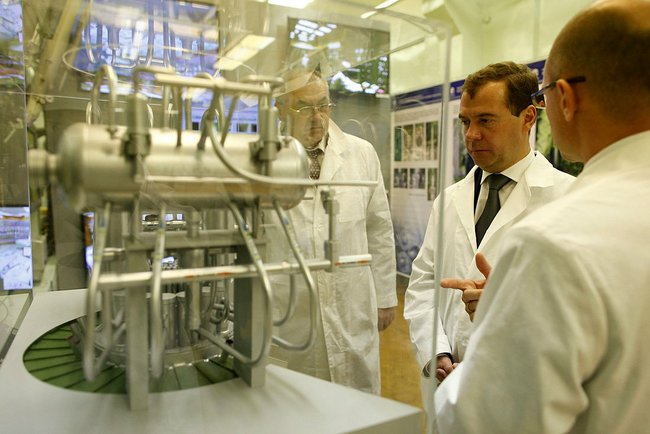
Посещение НИИАР
президентом Российской Федерации
Д. А. Медведевым.
(2011)

В 1965 году состоялся пуск реактора ВК-50, в 1966 году — реактора МИР, в 1969 году — БОР-60, в 1975 году — РБТ-6.
В 1976 году создано химико-технологическое отделение института.
В 1983 и 1984 годах последовательно пущены реакторы РБТ-10/1 и РБТ-10/2.
В 2008 году институт преобразован в акционерное общество.
В 2016 году институту присвоен статус Международного центра исследований под эгидой МАГАТЭ.

## Санкции
22 августа 2023 года, из-за вторжения России на Украину, институт включён в санкционный список Канады против организаций российского военно-промышленного комплекса, ядерного сектора и предприятий «которые связаны с режимом Путина». Также институт находится в санкционном списке Украины и Великобритании

## Директора
- 1956—1958 — Герасимов, Фёдор Герасимович
- 1958—1964 — Юрченко, Дмитрий Сергеевич[12]
- 1964—1973 — Казачковский, Олег Дмитриевич
- 1973—1989 — Цыканов, Владимир Андреевич
- 1989—1998 — Иванов, Валентин Борисович
- 1998—2006 — Грачёв, Алексей Фролович
- 2006—2011 — Бычков, Александр Викторович
- 2011—2012 — Троянов, Владимир Михайлович
- 2012—2015 — Павлов, Сергей Владленович
- 2015 — н. в. — Тузов, Александр Александрович